# 中西良太
中西 良太（なかにし りょうた、1953年1月10日 - ）は、日本の俳優である。現代制作舎、ミスタースリムカンパニー、エム・アール、ラヴァンスを経て、2017年2月からオレガに所属。身長170cm、体重63kg。血液型はA型。兵庫県西脇市出身。

## 来歴
兵庫県立西脇高等学校卒業、舞台芸術学院中退。
1973年、ミスタースリムカンパニーに参加。
1980年から『大激闘マッドポリス'80』に原田進司刑事役としてレギュラー出演。
1987年には河西健司とコットンクラブプロデュースを結成。
2012年、『お色気戦隊熟レンジャー』で映画監督デビュー。
無宗教である。

## 人物
- 歌手の鈴木雄大とはミスタースリムカンパニー時代からの旧知であり、彼のデビュー曲「ゴーンザサマー」の作詞を担当している。
- 渡瀬恒彦とは長年親交があり、多数の作品で共演（葬儀にも片桐竜次らと参列していた）。仲人も渡瀬夫妻が務めたという。
- 特技はオートバイ[1]、ペン画。

## 出演

### テレビドラマ

#### NHK
- 大河ドラマ
  - 風と雲と虹と（1976年） - 栗丸 役
  - 黄金の日日（1978年） - 蛇千代 役
  - 独眼竜政宗（1987年） - 山家公頼 役
  - 翔ぶが如く（1990年） - ジョン万次郎 役
  - 炎立つ（1993年） - 城助能 役
  - 徳川慶喜（1998年） - 佐藤図書 役
  - 義経（2005年） - 十蔵 役
- 銀河テレビ小説（NHK）
  - 太郎の青春（1980年） - 笹塚茂 役
- 御宿かわせみ 第2シリーズ「冬の桜」（1983年） - 平吉 役
- ドラマ愛の詩
  - 浪花少年探偵団（2000年） - 中西孝雄（雄太の父） 役
- 太陽の子（1982年） - 昭吉くん 役
- 腕におぼえあり（1992年） - 土橋甚助 役
- 連続テレビ小説
  - ひまわり（1996年）- 花屋 役
- 感染爆発〜パンデミック・フルー（2008年）
- トップセールス（2008年）
- 監査法人 （2008年） - 石田
- ジャッジ 〜島の裁判官奮闘記〜（2008年） - 吉岡弁護士 役
- 雲霧仁左衛門（2013年） - （浅草の）政蔵 役
  - 第2シリーズ（2015年）
  - 第3シリーズ（2017年）
  - 第4シリーズ（2018年）
  - 第5シリーズ（2022年）
- 鼠、江戸を疾る（2014年） - 見島屋久左衛門 役
- コントレール〜罪と恋〜（2016年） - 多田羅剛志 役

#### 日本テレビ
- 太陽にほえろ!
  - 第213話「正当防衛」（1976年） - 鈴木
  - 第358話「愛の暴走」（1979年） - 森本武司
  - 第460話「スニーカーよ、どこへゆく」（1981年） - 佐藤浩
  - 第578話「一係皆殺し!」（1983年） - 川野健夫
  - 第620話「素晴らしき人生」（1984年） - 土屋五郎
- 大追跡 第10話「耳」（1978年）
- 大都会 PARTIII
  - 第2話「白昼のパニック」（1978年） - 川崎健
  - 第43話「自動車泥棒」（1979年） - 小田伸一
- 大激闘マッドポリス'80（1980年） - 原田進司
- 特命刑事（1980年） - 原田進司
- 火曜サスペンス劇場
  - 閉じ込められて（1982年2月23日）
  - 松本清張スペシャル 渡された場面（1987年） - 古賀吾市
  - 六月の花嫁シリーズ
    - ゼロの蜜月（1988年6月28日） - 渡辺博
    - 仮想結婚（1995年6月20日）

  - 弁護士・高林鮎子
    - 女弁護士 高林鮎子12「L特急あずさ13号の女」（1993年5月11日） - 野本滉一
    - 弁護士 高林鮎子30「やまびこ6号・十和田湖に泣く女」（2002年5月7日） - 五木田茂哉
    - 弁護士 高林鮎子33「特急うずしお30号の罠」（2004年7月6日） - 尾久重男

  - 警視庁鑑識課（1996年） - 落合信之
  - 絆（1996年）
  - 女監察医 室生亜季子21（1996年） - 佐川誠
  - 遠い日の花火（1997年9月23日） - 池田隆茂
  - わが町Ⅸ（1997年10月14日） - 七瀬
  - 小京都ミステリー23（1998年） - 尾崎
  - 密告電話（1998年12月8日） - 川瀬祐介
  - ふるさとの傷 愛は残酷（2000年12月12日） - 山下光男
  - 地方記者・立花陽介17（2001年） - 今野高志
  - だます女だまされる女3（2001年12月4日） - 村上康隆
  - 「幻の女」（2003年2月11日） - 島岡刑事 役
  - 新・検事 霞夕子25「愛しき人へ」（2005年5月31日） - 岩永刑事
- 土曜グランド劇場→土曜ドラマ
  - 天まであがれ!（1982年） - 島袋正太
  - 天まであがれ!2（1983年） - 勇作
  - イノセンス 冤罪弁護士 最終話「怒涛の最終話!! 狂気の殺人犯vs冤罪弁護士」（2019年3月23日） - 道後清司
- 花咲け花子（1983年）
- 刑事物語'85 第21話「サラ金強盗はどこに消えたか!?」（1985年）
- あぶない刑事 第28話「決断」（1987年） - 岩城恒男
- ジャングルシリーズ
  - ジャングル（1987年） - 清水
  - NEWジャングル（1988年） - 石垣イサオ
- 銭形平次 第26話「旅立ち」（1987年） - 三木助
- 八百八町夢日記
  - 第1シリーズ 第21話「お人好し」（1990年） - 仁吉
  - 第2シリーズ 第24話「密造酒を追え!」（1992年） - 清兵衛
- 刑事貴族3 第16話「挑戦」（1992年）
- はだかの刑事 第16話「傷だらけの肖像画」（1993年） - 安田
- 奇兵隊（1989年） - 渡辺内蔵太
- 江戸の用心棒 第18話「狙われた父娘」（1994年） - 喜八
- 金田一少年の事件簿 スペシャル「雪夜叉殺人事件」（1995年） - 明石道夫
- さむらい探偵事件簿 第8話「私は一番不幸な女」（1997年）
- 警視庁鑑識班2004 第6話（2004年） - 竹本
- らんぼう（2006年） - 石原徹
- 火曜ドラマゴールド 私の頭の中の消しゴム（2007年）
- 笑点ドラマスペシャル 五代目三遊亭圓楽（2019年）
- イノセンス 冤罪弁護士(2019年）最終話
- サムライカアサン（2021年）
- 妙高のたからもの（2022年）
- さすらいのグルメハンター 函館編 第3話（2023年8月6日、BS日テレ） - 大村健一 役[5]
- 弁護士 六角心平 京都殺人事件簿（2025年3月29日） - 宮崎徹 役[6]

#### TBS
- 夜明けの刑事
  - 第95話 「フランケンシュタインの怒り!」（1976年）
  - 第101話「世にも恐ろしい母の愛」（1977年）
- 日曜劇場
  - ザ・ドクター（1999年） - 佐山信吉 役
  - おやじの背中（2014年） - 村田修 役
- サラリーマン金太郎SP（1999年） - 滝口（労働組合副委員長） 役
- 天国に一番近い男 教師編 第8話「優しい弟の鉄拳制裁!」（2001年） - 和也の母の再婚相手
- 浅草ふくまる旅館（2007年） - 沢田雅彦・増川洋平
- 水戸黄門
  - 第38部 第17話「娘の涙は金の粒 -甲府-」（2008年5月12日） - 山師・清三郎
  - 第42部 第3話「その縁談一肌脱ぎます -上田-」（2010年10月25日） - 番頭・嘉助
- 赤かぶ検事京都篇（2010年） - 溝口賢一
- トイレの神様（2011年）
- 帰郷（2011年） - 吉原隆
- 名奉行!遠山の金四郎（2018年8月13日） - 東雲屋与左衛門
- 月曜ドラマスペシャル→月曜ミステリー劇場→月曜ゴールデン→月曜名作劇場
  - 松本清張特別企画・聞かなかった場所（1997年7月7日） - 春田次郎
  - 退職刑事の事件帳6（1998年7月20日） - 小泉
  - 監察医・薮野善次郎7（1999年4月26日） - 北原明彦
  - 漫画家・真行寺華美の殺人レシピ - 本宮秀一郎
    - 漫画家・真行寺華美の殺人レシピI（1999年5月10日）
    - 漫画家・真行寺華美の殺人レシピII（2000年1月31日）

  - 探偵 左文字進1「封印された殺人」（1999年11月15日） - 橋爪洋介
  - 十津川警部シリーズ（2000年 -2015年） - 小西淳平（刑事）
  - 早乙女千春の添乗報告書10「山梨湯けむりツアー殺人事件」（2000年10月16日） - 山田一郎（沢入恭介）
  - ラーメン屋源ちゃんの人情事件簿「札幌ススキノ殺人事件」（2000年12月4日） - 住吉
  - 本人訴訟 司法浪人・鵜飼優子の挑戦（2002年1月21日） - 土屋医師
  - 世直し公務員ザ・公証人2（2003年3月10日） - 野村剛
  - 横山秀夫サスペンス 密室の抜け穴（2003年5月5日） - 湯浅警部補
  - 名探偵キャサリン14「旅芸人一座殺人事件」（2004年8月2日） - 橘美紀彦
  - 横山秀夫サスペンス 真相（2005年5月2日） - 原田
  - 税務調査官・窓際太郎の事件簿16（2007年10月1日） - 大友行雄
  - 狩矢警部シリーズ
    - 狩矢警部シリーズ4「京都阿修羅王殺人事件」（2008年4月14日） - 谷本洋一郎
    - 狩矢警部シリーズ10「千利休・謎の殺人事件」（2011年7月4日） - 後藤俊二

  - 萬屋長兵衛の隅田川事件ファイル1（2008年11月17日） - 平田健次
  - 自治会長 糸井緋芽子 社宅の事件簿9（2009年2月16日） - 若菜高志
  - 赤かぶ検事奮戦記 - 溝口賢一
    - 赤かぶ検事奮戦記1（2009年5月11日）
    - 赤かぶ検事奮戦記2（2010年10月18日）
    - 赤かぶ検事奮戦記3（2011年11月14日）
    - 赤かぶ検事奮戦記4（2012年12月10日）
    - 赤かぶ検事奮戦記5（2015年2月2日）

  - ヤメ判 新堂謙介 殺しの事件簿1（2011年4月4日） - 石山義和
  - 医師・円城寺修
    - 医師・円城寺修I「杜の都の死刑囚」（2011年12月5日） - 神部監察医
    - 医師・円城寺修II「恨みの報酬」（2012年6月4日） - 新井俊夫

  - さすらいのプラチナワゴン〜歌手・美波丈太朗の事件簿〜（2012年12月3日） - 西脇市長
  - 京都殺人授業（2013年2月18日） - 三田村裕一
  - 警視・深町征爾2「殺人者にラブソングを」（2013年7月8日） - 岸本丈一郎
  - 制服捜査 - 大西徹
    - 制服捜査1（2013年8月12日）
    - 制服捜査2（2016年2月1日）
    - 制服捜査3（2016年8月22日）

  - 釣り刑事 - 藤木雄馬
    - 釣り刑事4（2013年9月30日）
    - 釣り刑事7（2016年8月1日）

  - SP 八剱貴志（2015年8月31日） - 横尾昭一
  - オバベン2 -京都ふたりの女弁護士-（2016年2月29日） - 村上正吉
  - 横山秀夫サスペンス 陰の季節（2016年4月18日） - 工藤仁志
  - 湯けむりバスツアー 桜庭さやかの事件簿7（2016年5月23日） - 藤崎肇
  - 京都タクシードライバーの事件簿（2019年2月4日） - 丸岡啓太

#### フジテレビ
- 鬼平犯科帳
  - 第1シリーズ 第17話「女掏摸お富」（1989年） - 卯吉
  - 鬼平犯科帳スペシャル 引き込み女（2008年） - 弥七
  - 鬼平犯科帳スペシャル 一寸の虫（2011年） - 名草の与八
- 世にも奇妙な物語「殺人者は後悔する」、「息子帰る」
- 昔みたい（1991年）
- 古畑任三郎 S1第6話（1994年） - タクシー運転手
- 奇妙な出来事 第6話「DODA デューダどうだ!?」（1989年）
- 御家人斬九郎 第4シリーズ（1999年） - 州ノ崎の政吉
- モメる門には福きたる（2013年） - 椎名万次郎
- アタシんちの男子（2009年） - 轟マネージャー
- 花嫁のれん - 増岡均
  - 花嫁のれん（第3シリーズ）（2014年1月6日 - 3月28日）
  - 花嫁のれん（第4シリーズ）（2015年1月5日 - 3月27日）
- 男と女のミステリー→金曜エンタテイメント→金曜プレステージ

→金曜プレミアム
- - プアゾンの匂う女（1991年）
  - 最後のストライク（2000年） - 福永富雄
  - おばさんデカ 桜乙女の事件帖10（2002年） - 佐伯事務官
  - 浅見光彦シリーズ
    - 浅見光彦シリーズ19「ユタが愛した探偵」（2004年） - 福川部長
    - 浅見光彦シリーズ21「熊本・菊池伝説殺人事件」（2005年） - 菊池竜二
    - 浅見光彦シリーズ28「耳なし芳一からの手紙」（2008年） - 手島警部
    - 浅見光彦シリーズ35「歌枕殺人事件」（2009年） - 千田謙三
    - 浅見光彦シリーズ46「はちまん」（2013年） - 松本刑事
    - 浅見光彦シリーズ48「幻香」（2013年） - 田所真

  - 外科医 鳩村周五郎3（2007年） - 前畑刑事
  - 所轄刑事6（2011年） - 福士利男
  - ヤバい検事 矢場健〜ヤバケンの暴走捜査〜3（2014年） - 二ノ宮仁志
  - 剣客商売〜鬼熊酒屋〜（2014年） - 黒鍬の藤次 役
  - 判事失格!?弁護士夏目連太郎の逆転捜査（2017年） - 中村由紀夫

#### テレビ朝日
- 特別機動捜査隊 第774話「妻に捧げる協奏曲」(1976年） - 吉村
- 特捜最前線
  - 第34話「虐殺・父に捧げる挽歌!」（1977年）
  - 第150話「拳銃泥棒・雪国から来た二人!」（1980年）
  - 第359話、第360話「哀・弾丸・愛 7人の刑事たち」（1984年） - 花田
- 西部警察シリーズ
  - 西部警察（1981年）
    - 第70話「チンピラ・ブルース」 - 根本浩次
    - 第106話「午前11時、爆破!」 - 坂田二郎

  - 西部警察 PART-III
    - 第30話「謀殺のタイムリミット」（1983年） - 武藤勝
    - 第57話「5分間の逆転!!」（1984年） - 東祥二
- ザ・ハングマンV 第22話「三億の豪邸がコソ泥に持ち逃げされる!」（1986年） - 鉄
- 三匹が斬る! 第9話「十手旅、義賊が吹いたシャボン玉」（1987年） - ハヤテ小僧・佐吉
- 暴れん坊将軍III
  - 第39話「帰ってきた風小僧」（1988年） - 文三
  - 第96話「地獄で仏のおやこ唄」（1989年） - 長助
- 火曜スーパーワイド / Dr.クマひげ〜新宿駅ウラ診療所〜 第1作「男女やさしさ物語」（1989年）
- ザ・刑事（1990年） - 関谷雄作
- さすらい刑事旅情編シリーズ（テレビ朝日）
  - 第3シリーズ　第4話「さいはてオホーツク・過去から逃げる女」(1990年10月31日、テレビ朝日）- バイクショップ店長
  - 第6シリーズ 第14話「記憶喪失の男・血塗られた切符」（1994年1月26日） - ゴローちゃん
- 風の刑事・東京発!（1995年） - 原口宏明
- はみだし刑事情熱系
  - PART1 第17話「強奪殺人！父の愛」（1997年） - 青木研次
  - PART4 第7話「涙の広域大捜査網！父として娘として…」（1999年） - 田代浩三
  - PART6 第10話「涙の医療ミス殺人‼︎父と娘の危険な同居」（2001年）- 赤城浩一
- ニュースキャスター 霞涼子（1999年） - 二宮
- はぐれ刑事純情派
  - 第12シリーズ（1999年） - 五十嵐丈雄
  - 第16シリーズ（2003年） - 志村義雄
  - 第17シリーズ（2004年） - 並木隆介
- おみやさん 第1シリーズ 第5話「時効直前 謎の指紋に秘められた殺人連鎖」（2002年） - 宮田記者
- TRICK3（2003年） - 三沢
- 新・京都迷宮案内
  - 新・京都迷宮案内1 第6話「私は捨てられた女! 老母の逆襲!!」（2003年） - 石井昭雄
  - 新・京都迷宮案内5 第8話「10年目の罠! 1億円を拾った姉妹の秘密…」（2008年） - 佐々木明久
- 鉄道員（ぽっぽや）（2002年）
- 相棒 season4 第13話「最後の着信」（2006年） - 菱沼貞夫
- 名奉行! 大岡越前 第1シリーズ 第2話「小問物屋彦兵衛一件」（2006年） - 彦兵衛
- 新・桃太郎侍（2006年） - 庄七
- 警視庁捜査一課9係
  - （2006年） - 小田島邦夫
  - （2009年） - 西脇佑介
  - （2016年） - 柴田彰良
  - （2017年） - 松野博
- 日曜洋画劇場特別企画・敵は本能寺にあり（2007年） - 蜂須賀小六
- 女刑事みずき〜京都洛西署物語 2nd SEASON（2007年） - 戸梶政孝
- パズル（2008年） - 今昔亭四之助
- 必殺仕事人2009（2009年） - 平内
- 刑事一代 平塚八兵衛の昭和事件史（2009年） - 山村刑事
- 仮面ライダーW 第37話「来訪者X / 約束の橋」、第38話「来訪者X / ミュージアムの名のもとに」（2010年） - 山城諭
- 警視庁失踪人捜査課（2010年） - 神保社長
- 警視庁継続捜査班（2010年） - 中村幸一
- 霊能力者 小田霧響子の嘘（2010年） - 東功一郎
- 科捜研の女（2011年） - 岡武敏
- 松本清張没後20年・ドラマスペシャル 熱い空気（2012年） - 畑中刑事
- 白銀ジャック（2014年） - 平田署長
- 名探偵キャサリン（2015年 - ） - 森本良介
- やすらぎの里(2017年）
- 遺留捜査
  - 第4シーズン 第6話「夫殺しに疑惑の妻!? 汚れた離婚届に10年の涙!!」（2017年8月17日） - 塩崎洋次
  - 第6シーズン 第2話「パペットは見た!? 秘められた涙の真相」（2021年1月21日） - 肥後平助
- 刑事7人 シーズン4（2018年） - 阿久津秀夫
- 特捜9 season2 第6話「星型の殺意」（2019年5月15日） - 唐木虎吉
- 土曜ワイド劇場→土曜プライム・土曜ワイド劇場
  - 同居人カップルの殺人推理旅行
    - 同居人カップルの殺人推理旅行1（1994年） - 津村剛
    - 同居人カップルの殺人推理旅行6（1999年） - 原田刑事

  - おとり捜査官・北見志穂1（1998年5月30日） - 川久保刑事
  - 殺人披露宴（1999年） - 松岡友治
  - タクシードライバーの推理日誌
    - タクシードライバーの推理日誌13（2000年8月26日） - 古賀高男
    - タクシードライバーの推理日誌28（2010年12月11日） - 山内謙三

  - おかしな刑事
    - おかしな刑事1（2000年） - 大野善三
    - おかしな刑事10（2013年） - 白鳥功
    - おかしな刑事23（2020年9月20日） - 原口康夫

  - 終着駅シリーズ（2006年） - 藤井刑事
  - 救急救命士・牧田さおり5（2007年） - 滝本和哉の父
  - 火災調査官・紅蓮次郎
    - 火災調査官・紅蓮次郎8（2008年1月26日） - 山田記者
    - 火災調査官・紅蓮次郎12（2012年1月14日） - 中山久雄

  - 温泉 (秘) 大作戦
    - 温泉 (秘) 大作戦6（2008年8月16日） - 黒崎浩二
    - 温泉 (秘) 大作戦15（2015年3月28日） - 樫山高志

  - 東京駅お忘れ物預り所2「寝台特急サンライズ瀬戸〜暁の殺人トリック!!」（2008年10月25日） - 田沢宗雄
  - 弁護士・森江春策の事件1（2009年8月1日） - 豊幌元雄
  - 遺品の声を聴く男3（2012年） - 中村欣也
  - 司法教官・穂高美子2（2012年） - 龍崎徹
  - ヤメ検の女5（2014年） - 高岡宗一
  - 100の資格を持つ女11〜ふたりのバツイチ殺人捜査〜（2016年6月18日） - 笹岡耕一
  - 検事・朝日奈耀子18（2016年11月12日） - 白崎徹

#### テレビ東京
- 大江戸捜査網
  - 第249話「謎の土蔵破り」（1976年） - 仙吉
  - 第594話「危険な吐息 闇に誘う妖女」（1983年） - 留吉
- 新・木枯し紋次郎 第10話「鴉が三羽の身代金」（1977年） - 舞木の佐七
- お助け同心が行く! 第11話「嘘つき男の涙」（1993年） - 庄吉
- バースデイ〜こちら椿産婦人科〜（1999年） - 内山等
- 御茶ノ水ロック（2018年1月 - 3月） - 斎藤雅晴
- 犯罪の回送（2018年） - 沢木嘉和
- 水曜ミステリー9
  - 旅行作家・茶屋次郎
    - 旅行作家・茶屋次郎5「千曲川殺人事件」（2005年） - 君島雅彦
    - 旅行作家・茶屋次郎10「箱根早川殺人事件」（2012年） - 島田雄一郎

  - 監察医・篠宮葉月 死体は語る7（2006年） - 樋口政二
  - さすらい署長 風間昭平7「つがる弘前城殺人事件」（2007年） - 錦織勝
  - みちのく麺食い記者 宮沢賢一郎1「佐渡・酒田 殺人航路」（2012年） - 草刈泰文
  - 温泉女将ふたりの事件簿3「石和温泉殺人事件」（2014年） - 託摩幸男
  - 浅草下町通交番 子連れ巡査の捜査日誌2（2014年） - 今田金男

### 映画
- 本番 ほんばん（1977年）
- 女子大生 ひと夏の体験（1977年）
- 夜這い海女（1977年）
- 団地妻 犯された肌（1977年）
- 友よ、静かに瞑れ（1985年）監督：崔洋一 - 石井仙一
- 箱の中の女2（1988年）監督：小沢勝 - 小西邦彦
- 獅子王たちの夏（1991年）監督：高橋伴明 - 若井哲男
- 人間交差点・不良（1993年）監督：高橋伴明 - 西脇哲郎
- お日柄もよくご愁傷さま（1996年）監督：和泉聖治 - 和夫の部下
- でべそ（1996年）監督：望月六郎 - 松井
- CLOSING TIME（1997年）監督：小林政広 - 安西
- しあわせになろうね（1998年）監督：村橋明郎 - 宮島勇太
- 借王6 ナニワ相場師伝説 （1999年）監督：和泉聖治 - 岡崎孝
- 弱虫（チンピラ）（2000年）監督：望月六郎 - 小野田哲也
- 仔犬ダンの物語（2002年）監督：澤井信一郎 - 保健所職員
- 天国へまっしぐら(2008年）監督：柏原寛司
- 釣りキチ三平(2009年）監督：滝田洋二郎
- 苦い蜜〜消えたレコード〜（2010年）監督：亀田幸則
- 育子からの手紙（2010年）監督：村橋明郎
- お色気戦隊熟レンジャー（2012年） - スナックマスター- 監督：中西良太
- ヘソホリ(2012年）監督：入江朋視
- 僕が処刑される未来(2012年）監督：小中和哉
- 雨の日はしおりちゃん家（2013年）監督：森田亜紀
- ある取り調べ（2015年） - 脚本も兼任 監督：村橋明郎
- 塀の中の神様（2016年）監督：高橋伴明
- サブちゃん（2016年）監督：柏原寛司 富士山河口湖映画祭第8回シナリオコンクールグランプリ
- 増山超能力師事務所～激情版は恋の味～（2017年）監督：久万真路 - 丹下功
- 写真甲子園 0.5秒の夏（2017年11月）菅原浩志監督
- けんじ君の春（2018年11月）森田亜紀監督
- 鹿沼（2019年）原案・脚本・監督：杉本達
- 山中静夫氏の尊厳死（2020年1月） 脚本・監督：村橋明郎
- 悲しき天使（2020年8月） 脚本・監督：森岡利行
- 美しき誘惑-現代の「画皮」-（2021年5月）監督：赤羽博 - 中島和良社長
- ある役者の風景（2022年） - 脚本も兼任 監督：沖正人

### Vシネマ
- 雀鬼2（1993年） - 立花役
- 難波金融伝ミナミの帝王７ 銀次郎vs悪徳弁護士 (1995年)　棟居
- 難波金融伝ミナミの帝王　長編版１　運命　(1997年)　小泉
- 闇金の帝王（2005年）
- GOKU・OH 極王4,5,6（2020年） - ラーメン店大将

### 舞台
- 「クレイジーホスト」作・演出：水谷龍二（1997年、本多劇場）
- 「お目出たい人」
- 「友情」
- 壱組印「ピースの煙」演出：大谷亮介 ザ・スズナリ
- 劇団レクラム舎公演「逃げろツチノコ・山本素石伝」（2009年9月-10月、松陰神社前スタジオAR）
- 古川オフィス第11回公演「サイモン・ヘンチの予期せぬ一日」（2011年1月-2月、全労済ホールスペース・ゼロ） - ステファン・ヘンチ 役
- 劇団レクラム舎公演「内はホラホラ、外はスブスブ」（2011年4月-5月、スタジオAR）
- 「うんちゃん」（2015年9月、シアターサンモール、狭山市市民会館大ホール）
- ウォーキング・スタッフプロデュース「三億円事件」（2016年9月、シアター711）脚本：野木萌葱 演出：和田憲明 第24回読売演劇大賞　優秀作品賞受賞
- Allen suwaru「空行」（2017年6月、吉祥寺シアタ－）
- NLT「嫁も姑もみな幽霊」（2017年7月～9月、全国）
- 「うんちゃん2」（2017年10月、草月ホール、狭山市市民会館大ホール）
- 「海越えの花たち」（2018年6月、紀伊國屋ホール）脚本：長田育恵 演出：木野花(てがみ座第15回公演)
- 「タイヨウのうた」（2018年9、10月、なかのZERO大ホール、NHK大阪ホール）
- 「鉄コン筋クリート」（2018年11月、天王洲 亜紀劇場）
- ウォーキング・スタッフプロデュース「三億円事件」（2019年10月、シアター711、他）脚本：野木萌葱 演出：和田憲明　第74回文化庁芸術祭 優秀賞受賞
- 「罪のない嘘」（2020年1月 -3月、有楽町ヒューリックホール、他）脚本：三谷幸喜
- 「朗読劇 青空」方南ぐみ企画公演（2020年2月、俳優座劇場）脚本、演出：樫田正剛
- 「銀色のライセンス」プリエールプロデュース（2020年9月、テアトルBONBON）脚本、演出：福島三郎
- 「陽だまりの樹」方南ぐみ企画公演（2021年3月、有楽町ヒューリックホール、シアタードラマシティ）上演台本、演出：樫田正剛「青空」 朗読劇 方南ぐみ企画公演 脚本・演出：樫田正剛（2021年3月19日、北國新聞赤羽ホール）
- 「あの空を忘れない」方南ぐみ企画公演（2021年6月24日、俳優座劇場）脚本、演出：樫田正剛
- 朗読劇「伊賀の花嫁　ママの里帰り」方南ぐみ企画公演（2021年10月14日、シアターサンモール）脚本、演出：樫田正剛
- 「銀色のライセンス」プリエールプロデュース（2022年1月、ザ・ポケット、能登演劇堂、2月、札幌かでるホール、函館市芸術ホール、旭川市公会堂、釧路市生涯学習センターまなぼっと）脚本、演出：福島三郎
- 「素敵なカミングアウト」（2022年5月17日 - 22日、六行会ホール） - 苫米地俊彦 役
- 音楽朗読劇「手紙」（2024年9月4日 - 8日、博品館劇場）[7]

### バラエティ
- BS-TBS開局10周年記念番組「プレミアム6 西村京太郎ミステリー紀行〜十津川警部が見た風景〜」（2010年2月28日、BS-TBS）
- がっちりアカデミー!!（2010年4月 - 、TBS）
- クイズ!脳ベルSHOW（2017年10月16、17、20日、2020年11月2日、3日、6日BSフジ）

## 監督作品
- お色気戦隊熟レンジャー（2012年） - “中西りょうた”名義